# Nèthe
Pour les articles homonymes, voir Nèthe (homonymie).
La Nèthe (en néerlandais Nete) est une rivière de Belgique située en Flandre dans la province d'Anvers et un affluent du Rupel donc un sous-affluent de l'Escaut.

## Géographie

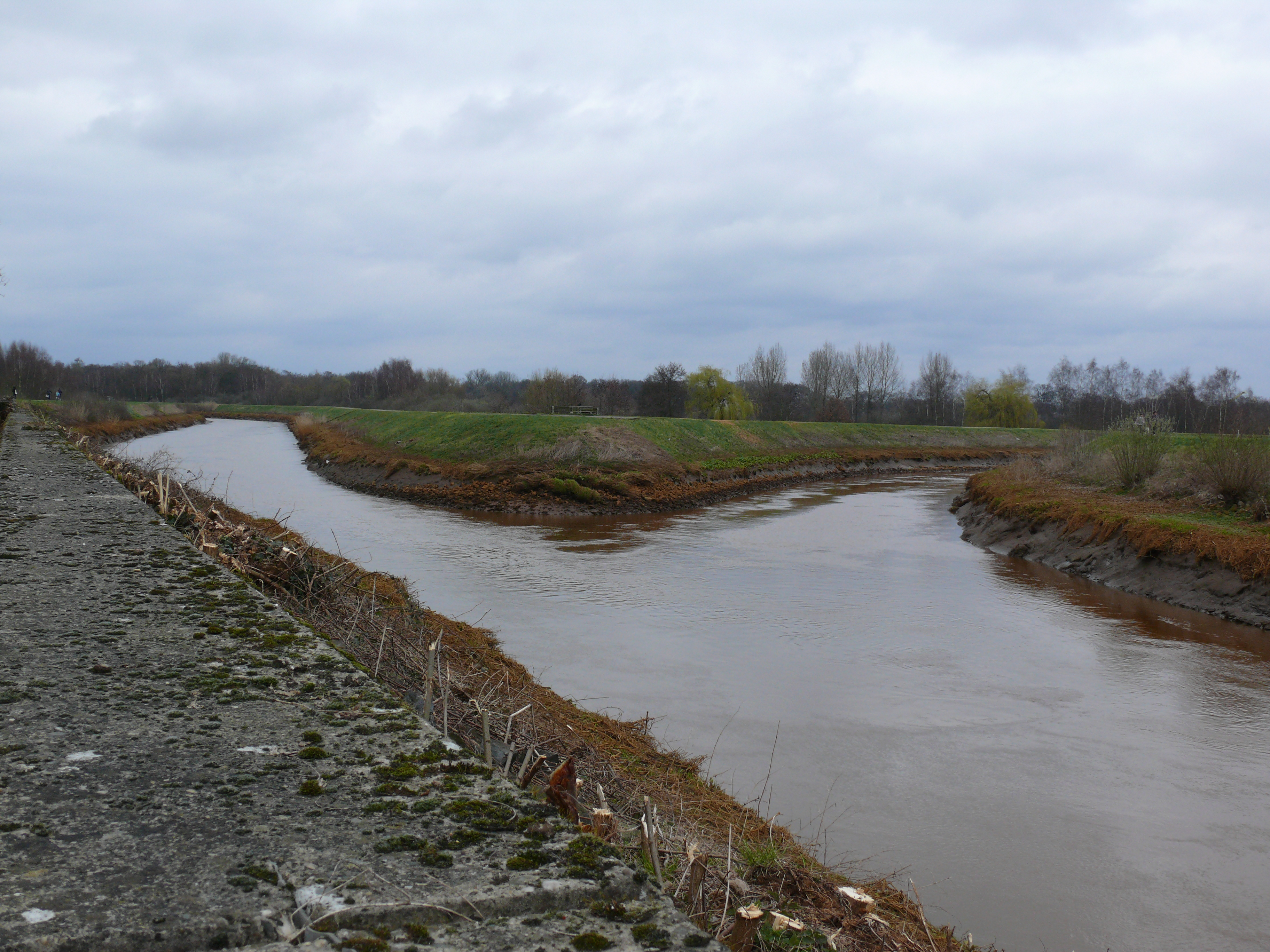
Confluence de la Petite et Grande Nèthe.

Elle est formée de la confluence à Lierre de la Grande et de la Petite Nèthe. À Rumst, la confluence de la Dyle et la Nèthe forme le Rupel.
Dans l'Antiquité, la Nèthe était une des limites de la partie belge de la grande Forêt charbonnière, l'autre limite étant la Dendre.